# Kabupaten Bangka
Kabupaten Bangka är ett kabupaten i Indonesien.   Det ligger i provinsen Bangka-Belitung, i den västra delen av landet, 500 km norr om huvudstaden Jakarta. Antalet invånare är 282 114. Kabupaten Bangka ligger på ön Pulau Bangka.